# Endromopoda perparvula
Endromopoda perparvula är en stekelart som först beskrevs av Kusigemati 1985.  Endromopoda perparvula ingår i släktet Endromopoda och familjen brokparasitsteklar. Inga underarter finns listade i Catalogue of Life.